# Simon Forsmark
Simon Forsmark (né le 17 octobre 2003 à Kumla en Suède) est un joueur suédois de hockey sur glace. Il évolue à la position de défenseur.

## Biographie

### Carrière junior
Forsmark commence sa carrière junior avec le Kumla HC en 2015-2016. Il dispute 3 rencontres de division régionale avec l'équipe des moins de 16 ans. La saison suivante, il joue 14 matchs pour les moins de 16 ans en division régionale et renforce le contingent des moins de 18 ans, mais ne parvient pas à les aider à éviter la relégation de la division régionale élite.
Lors de la saison 2017-2018, il rejoint le Örebro HK. Avec les moins de 16 ans, il dispute la première phase de groupe du championnat national, tandis qu'avec les moins de 18 ans, il parvient jusqu'aux huitièmes de finale, étant éliminé par le Linköping HC. La saison suivante, il atteint la deuxième phase de groupe avec les moins de 16 ans. Avec les moins de 18 ans, il est à nouveau éliminé par Linköping, mais cette fois en quart de finale du championnat national.
Il participe au tournoi TV-Pucken en 2017-2018 représentant sa région, Örebro län. Avec son équipe, il termine à la 15e et avant dernière place. L'année suivante, il y prend à nouveau part, il inscrit 10 points en 11 rencontres, aidant son équipe à terminer à la 4e place du tournoi. À titre individuel, il est nommé meilleur joueur du tournoi et remporte le trophée Skodas pris till TV-puckens MVP.
La saison 2019-2020 est interrompue par la Pandémie de Covid-19. Avant cela, Forsmark parvient à se qualifier avec les moins de 18 ans pour les séries éliminatoires du championnat national. Il fait également partie du contingent des moins de 20 ans, qui parvient à se classer premier lors de la phase de groupe classant les dix meilleures équipes du J20 SuperElit. En 2020-2021, la pandémie interrompt à nouveau le championnat. à ce moment-là, Örebro est classé 3 de sa division.
Lors de la saison 2021-2022, il inscrit 27 points en 25 rencontres de saison régulière et contribue au succès de son équipe qui finit à la 3e place du championnat. Il est désigné par la ligue comme étant le meilleur défenseur du championnat national junior.

### En club
Forsmark commence sa carrière professionnelle avec le Örebro HK en SHL, lors de la saison 2020-2021. Il dispute son premier match le 12 novembre 2020, une victoire 6-2 face au Malmö Redhawks. Il amasse son premier point, une passe, le 8 décembre 2021, dans une défaite 2-5 face à Malmö.
Le 12 décembre 2021, il signe une prolongation de contrat avec Örebro d'une durée de 3 ans.
En prévision du repêchage de 2022, la centrale de recrutement de la LNH le classe au 33e rang des espoirs européens chez les patineurs.

### En équipe nationale
Forsmark représente la Suède. lors du Défi mondial des moins de 17 ansen 2019, il termine à la 6e place du tournoi.
Lors du Championnat du monde moins de 18 ans en 2021, il fait partie de la formation remportant la médaille de bronze.

## Statistiques

### En club
| Saison    | Équipe        | Ligue           |                   | Saison régulière  | Saison régulière  | Saison régulière  | Saison régulière  | Saison régulière  |                   | Séries éliminatoires | Séries éliminatoires | Séries éliminatoires | Séries éliminatoires | Séries éliminatoires |
| Saison    | Équipe        | Ligue           | PJ                | B                 | A                 | Pts               | Pun               | PJ                | B                 | A                    | Pts                  | Pun                  |                      |                      |
| 2015-2016 | Kumla HC M16  | J16 Division 1  | 3                 | 2                 | 0                 | 2                 | 2                 | -                 | -                 | -                    | -                    | -                    |                      |                      |
| 2016-2017 | Kumla HC M16  | J16 Division 1  | 14                | 3                 | 2                 | 5                 | 6                 | -                 | -                 | -                    | -                    | -                    |                      |                      |
| 2016-2017 | Kumla HC M18  | J18 Elit        | 2                 | 0                 | 0                 | 0                 | 2                 | 5                 | 1                 | 1                    | 2                    | 0                    |                      |                      |
| 2017-2018 | Örebro HK M16 | J16 Elit        | 17                | 3                 | 3                 | 6                 | 10                | 1                 | 1                 | 0                    | 1                    | 0                    |                      |                      |
| 2017-2018 | Örebro HK M16 | J16 SM          | 3                 | 0                 | 2                 | 2                 | 2                 | -                 | -                 | -                    | -                    | -                    |                      |                      |
| 2017-2018 | Örebro HK M18 | J18 Elit        | 18                | 1                 | 4                 | 5                 | 6                 | -                 | -                 | -                    | -                    | -                    |                      |                      |
| 2017-2018 | Örebro HK M18 | J18 Allsvenskan | 18                | 0                 | 4                 | 4                 | 2                 | 4                 | 0                 | 0                    | 0                    | 0                    |                      |                      |
| 2017-2018 | Örebro Län    | TV-Pucken       | 6                 | 0                 | 3                 | 3                 | 2                 | -                 | -                 | -                    | -                    | -                    |                      |                      |
| 2018-2019 | Örebro HK M16 | J16 Elit        | 1                 | 1                 | 0                 | 1                 | 0                 | -                 | -                 | -                    | -                    | -                    |                      |                      |
| 2018-2019 | Örebro HK M16 | J16 SM          | 6                 | 1                 | 4                 | 5                 | 2                 | -                 | -                 | -                    | -                    | -                    |                      |                      |
| 2018-2019 | Örebro HK M18 | J18 Elit        | 18                | 1                 | 8                 | 9                 | 10                | -                 | -                 | -                    | -                    | -                    |                      |                      |
| 2018-2019 | Örebro HK M18 | J18 Allsvenskan | 9                 | 1                 | 4                 | 5                 | 4                 | 3                 | 0                 | 2                    | 2                    | 0                    |                      |                      |
| 2018-2019 | Örebro Län    | TV-Pucken       | 11                | 3                 | 7                 | 10                | 2                 | -                 | -                 | -                    | -                    | -                    |                      |                      |
| 2019-2020 | Örebro HK M18 | J18 Elit        | 6                 | 0                 | 3                 | 3                 | 2                 | -                 | -                 | -                    | -                    | -                    |                      |                      |
| 2019-2020 | Örebro HK M18 | J18 Allsvenskan | 11                | 2                 | 5                 | 7                 | 4                 | -                 | -                 | -                    | -                    | -                    |                      |                      |
| 2019-2020 | Örebro HK M20 | J20 SuperElit   | 31                | 1                 | 10                | 11                | 8                 | -                 | -                 | -                    | -                    | -                    |                      |                      |
| 2020-2021 | Örebro HK M20 | J20 Nationell   | 19                | 4                 | 5                 | 9                 | 29                | -                 | -                 | -                    | -                    | -                    |                      |                      |
| 2020-2021 | Örebro HK     | SHL             | 5                 | 0                 | 0                 | 0                 | 0                 | -                 | -                 | -                    | -                    | -                    |                      |                      |
| 2020-2021 | Lindlövens IF | Hockeyettan     | 11                | 1                 | 4                 | 5                 | 0                 | -                 | -                 | -                    | -                    | -                    |                      |                      |
| 2021-2022 | Örebro HK M20 | J20 Nationell   | 23                | 5                 | 22                | 27                | 37                | 5                 | 1                 | 6                    | 7                    | 4                    |                      |                      |
| 2021-2022 | Örebro HK     | SHL             | 41                | 0                 | 3                 | 3                 | 2                 | 4                 | 0                 | 0                    | 0                    | 0                    |                      |                      |
| 2022-2023 | Örebro HK M20 | J20 Nationell   | 33                | 6                 | 24                | 30                | 8                 | -                 | -                 | -                    | -                    | -                    |                      |                      |
| 2022-2023 | Örebro HK     | SHL             | 9                 | 0                 | 0                 | 0                 | 0                 | -                 | -                 | -                    | -                    | -                    |                      |                      |
| 2022-2023 | AIK IF        | Allsvenskan     | 5                 | 0                 | 0                 | 0                 | 0                 | -                 | -                 | -                    | -                    | -                    |                      |                      |
| 2022-2023 | Timrå IK M20  | J20 Nationell   | 8                 | 0                 | 0                 | 2                 | 2                 | 6                 | 0                 | 1                    | 1                    | 29                   |                      |                      |
| 2022-2023 | Timrå IK      | SHL             | 2                 | 0                 | 0                 | 0                 | 0                 | 5                 | 0                 | 0                    | 0                    | 0                    |                      |                      |
| 2023-2024 | Timrå IK      | SHL             | Saison en cours ? | Saison en cours ? | Saison en cours ? | Saison en cours ? | Saison en cours ? | Saison en cours ? | Saison en cours ? | Saison en cours ?    | Saison en cours ?    | Saison en cours ?    |                      |                      |

### En équipe nationale
| Année     | Équipe    | Compétition                          |   | PJ | B | A | Pts | Pun      |  | Résultat |
| 2018-2019 | Suède M16 | International                        | 8 | 2  | 0 | 2 | 6   |          |  |          |
| 2019-2020 | Suède M17 | International                        | 9 | 0  | 4 | 4 | 2   |          |  |          |
| 2019      | Suède M17 | Défi mondial des moins de 17 ans     | 5 | 0  | 3 | 3 | 2   | 6e place |  |          |
| 2020-2021 | Suède M18 | International                        | 8 | 1  | 1 | 2 | 0   |          |  |          |
| 2021      | Suède M18 | Championnat du monde moins de 18 ans | 7 | 1  | 1 | 2 | 0   | 3e place |  |          |
| 2021-2022 | Suède M19 | International                        | - | -  | - | - | -   |          |  |          |

## Trophées et honneurs personnels

### TV-Pucken
- 2018-2019 : remporte le Skodas pris till TV-puckens, remis au meilleur joueur de la compétition.

### Championnat du monde moins de 18 ans
- 2020-2021 : médaille de bronze avec la Suède.

### J20 Nationell
- 2021-2022 : médaille de bronze avec le Örebro HK. Il est également désigné comme étant le meilleur défenseur du championnat.